# 金鐘獎生活風格節目主持人獎得獎列表
金鐘獎生活風格節目主持人獎是由文化部影視及流行音樂產業局在臺灣舉辦的現行頒發獎項，2017年第52屆金鐘獎綜合節目主持人獎和行腳節目主持人獎合併生活風格節目主持人獎。

## 歷屆得獎暨入圍名單
|  | 獲獎者 |

### 綜合節目主持人獎（第42屆～第51屆）
2007年第42屆金鐘獎設綜合節目主持人獎
| 年度 （屆數）   | 電視作品                                                                                |
| --------------- | --------------------------------------------------------------------------------------- |
| 2007 （第42屆） | 周詠訓【阿布】／《冒險王》／三立電視股份有限公司                                        |
| 2007 （第42屆） | 王曉書、陳濂僑／《聽聽看》／財團法人公共電視文化事業基金會                              |
| 2007 （第42屆） | 沈春華／《沈春華 LIFE秀》／中天電視股份有限公司                                         |
| 2007 （第42屆） | 麥覺明／《繽紛台灣再發現》／大麥影像傳播工作室                                          |
| 2007 （第42屆） | 謝金河／《老謝看世界》／東森電視事業股份有限公司                                        |
| 2008 （第43屆） | 沈春華／《沈春華LIFE秀》／中天電視股份有限公司                                          |
| 2008 （第43屆） | 謝怡芬／《瘋台灣》／新加坡商全球紀實有限公司台灣分公司                                  |
| 2008 （第43屆） | 于美人／《國民大會》／聯意製作股份有限公司                                              |
| 2008 （第43屆） | 王曉書、陳濂僑／《聽聽看》／財團法人公共電視文化事業基金會                              |
| 2008 （第43屆） | 陶晶瑩、阿Ken、納豆／《大學生了沒》／中天電視股份有限公司                               |
| 2009 （第44屆） | 廖慶學／《中國大體驗》／東森電視事業股份有限公司                                        |
| 2009 （第44屆） | 謝怡芬／《瘋台灣》／新加坡商全球紀實有限公司台灣分公司                                  |
| 2009 （第44屆） | 于美人／《WTO姐妹會》／八大電視股份有限公司                                             |
| 2009 （第44屆） | 青木由香／《台灣一人觀光局》／衛星娛樂傳播股份有限公司                                  |
| 2009 （第44屆） | 黃西田／《草地狀元》／三立電視股份有限公司                                              |
| 2010 （第45屆） | 龐銚／《龐銚敲敲門》／新加坡商全球紀實有限公司台灣分公司                                |
| 2010 （第45屆） | 李四端／《爸媽囧很大》／財團法人公共電視文化事業基金會                                  |
| 2010 （第45屆） | 胡瓜／《WTO姐妹會》／八大電視股份有限公司                                               |
| 2010 （第45屆） | 陳文茜／《文茜的世界周報》／中天電視股份有限公司                                        |
| 2010 （第45屆） | 陳濂僑、溫雅涵／《聽聽看》／財團法人公共電視文化事業基金會                              |
| 2011 （第46屆） | 曾國城、夏于喬、阿基師、詹姆士／《型男大主廚》／庫立馬媒體科技股份有限公司              |
| 2011 （第46屆） | 李四端／《爸媽囧很大》／財團法人公共電視文化事業基金會                                  |
| 2011 （第46屆） | 胡瓜／《WTO姐妹會》／八大電視股份有限公司                                               |
| 2011 （第46屆） | 鄭弘儀、于美人／《新聞挖挖哇》／衛星娛樂傳播股份有限公司                                |
| 2011 （第46屆） | 陳文茜／《文茜的世界財經周報》／中天電視股份有限公司                                    |
| 2012 （第47屆） | 王曉書、陳康、陳濂僑 ／《聽聽看》／財團法人公共電視文化事業基金會                       |
| 2012 （第47屆） | 巴佑‧阿明【江楓傑】、巴奈‧葛六 ／《喇就放輕鬆》／原住民族電視台                         |
| 2012 （第47屆） | 李四端／《爸媽囧很大》／財團法人公共電視文化事業基金會                                  |
| 2012 （第47屆） | 李晶玉／《真情部落格》／米迦勒傳播事業股份有限公司                                      |
| 2012 （第47屆） | 唐川、謝小玲／《日頭下‧月光光》／客家電視台                                             |
| 2013 （第48屆） | 曾寶儀／《公視藝文大道》／財團法人公共電視文化事業基金會                                |
| 2013 （第48屆） | 安歆雲／《錢進部落》／原住民族電視台                                                    |
| 2013 （第48屆） | 李四端／《爸媽囧很大》／財團法人公共電視文化事業基金會                                  |
| 2013 （第48屆） | 沈春華／《愛情敲敲門》／八大電視股份有限公司                                            |
| 2013 （第48屆） | 陶晶瑩／《姊妹淘心話》／緯來電視網股份有限公司                                          |
| 2014 （第49屆） | 李四端／《爸媽囧很大》／財團法人公共電視文化事業基金會                                  |
| 2014 （第49屆） | 李晶玉／《真情部落格》                                                                  |
| 2014 （第49屆） | 陳文茜／《中天的夢想驛站》                                                              |
| 2014 （第49屆） | 張小燕／《SS小燕之夜》                                                                  |
| 2014 （第49屆） | 曾國城、夏于喬、阿基師、詹姆士／《型男大主廚》                                          |
| 2015 （第50屆） | 劉永偉（Soac）、陳義中（Joel）／《雙廚出任務第2季》／新加坡商全球紀實有限公司台灣分公司 |
| 2015 （第50屆） | 鐘昀呈（小鐘）／《客家人有名堂》                                                        |
| 2015 （第50屆） | 李四端／《爸媽囧很大》                                                                  |
| 2015 （第50屆） | 呂如中／《人到中年》                                                                    |
| 2015 （第50屆） | 曾國城／《一字千金》                                                                    |
| 2016 （第51屆） | 黃湘婷／《客家熱點子》／客家電視台、動能意像製作有限公司                                |
| 2016 （第51屆） | 胡瓜／《醫師好辣》                                                                      |
| 2016 （第51屆） | 徐乃麟、曾國城、張文綺、Albee／《天才衝衝衝》                                           |
| 2016 （第51屆） | 黃瑽寧／《愛+好醫生》                                                                   |
| 2016 （第51屆） | 曾國城／《一字千金》                                                                    |

### 行腳節目主持人獎（第45屆～第51屆）
2010年第45屆金鐘獎設行腳節目主持人獎
| 年度 （屆數）   | 電視作品                                                                      |
| --------------- | ----------------------------------------------------------------------------- |
| 2010 （第45屆） | 小馬【倪子鈞】／《世界第一等》／八大電視股份有限公司                          |
| 2010 （第45屆） | Janet Hsieh【謝怡芬】／《瘋台灣》／新加坡商全球紀實有限公司台灣分公司         |
| 2010 （第45屆） | 宥勝【王宥勝】／《冒險王》／三立電視股份有限公司                              |
| 2010 （第45屆） | 黃西田【黃日平】／《草地狀元》／三立電視股份有限公司                          |
| 2010 （第45屆） | 廖慶學／《新台灣大體驗》／東森電視事業股份有限公司                            |
| 2011 （第46屆） | Janet Hsieh【謝怡芬】／《瘋台灣出走特輯》／新加坡商全球紀實有限公司台灣分公司 |
| 2011 （第46屆） | 小馬【倪子鈞】／《世界第一等》／八大電視股份有限公司                          |
| 2011 （第46屆） | 高伊玲／《世界正美麗》／八大電視股份有限公司                                  |
| 2011 （第46屆） | 廖慶學／《新台灣大體驗》／東森電視事業股份有限公司                            |
| 2011 （第46屆） | 夏于喬、詹姆士／《美食大三通》／三立電視股份有限公司                          |
| 2012 （第47屆） | 吳鳳／《愛玩客 吳鳳》／三立電視股份有限公司                                   |
| 2012 （第47屆） | 沈文程／《寶島漁很大》／三立電視股份有限公司                                  |
| 2012 （第47屆） | 高伊玲／《世界正美麗》／八大電視股份有限公司                                  |
| 2012 （第47屆） | 麥覺明／《MIT台灣誌》／中國電視事業股份有限公司                               |
| 2012 （第47屆） | 瑤涵沂／《客庄好味道》／八方匯盈數位製作股份有限公司                          |
| 2013 （第48屆） | 沈文程【周沈文程】／《寶島漁很大》／三立電視股份有限公司                      |
| 2013 （第48屆） | 許嘉凌／《驚奇大冒險》／亞洲衛星電視股份有限公司                              |
| 2013 （第48屆） | 巴鈺／《世界第一等》／八大電視股份有限公司                                    |
| 2013 （第48屆） | 黃西田【黃日平】／《草地狀元》／三立電視股份有限公司                          |
| 2013 （第48屆） | 廖科溢／《發現大絲路》／亞洲衛星電視股份有限公司                              |
| 2014 （第49屆） | 廖科溢／《發現大絲路Ⅱ》／亞洲衛星電視股份有限公司                             |
| 2014 （第49屆） | 謝怡芬（Janet）／《瘋台灣全明星》                                             |
| 2014 （第49屆） | 阮安祖、許哲誠、林信廷／《勝利催落去》                                        |
| 2014 （第49屆） | 沈文程／《寶島漁很大》                                                        |
| 2014 （第49屆） | 唐從聖（從從）／《跟著能源去旅行》                                            |
| 2015 （第50屆） | 阮安祖、林信廷／《勝利催落去》／財團法人公共電視文化事業基金會                |
| 2015 （第50屆） | Rima／《沙發客玩世界》                                                        |
| 2015 （第50屆） | 林美秀／《故鄉好滋味》                                                        |
| 2015 （第50屆） | 小剛（唐振剛）／《世界第一等》                                                |
| 2015 （第50屆） | 大翰（鍾其翰）／《作客他鄉》                                                  |
| 2016 （第51屆） | 姚淳耀／《在台灣的故事》／三立電視股份有限公司                                |
| 2016 （第51屆） | 黃西田／《草地狀元》                                                          |
| 2016 （第51屆） | 陳明珠（客家妹）／《客莊好味道》                                              |
| 2016 （第51屆） | 詹姆士／《愛玩客之移動廚房》                                                  |
| 2016 （第51屆） | 廖科溢／《發現北緯30度II》                                                    |

### 生活風格節目主持人獎（第52屆～至今）
| 年度 （屆數）   | 電視作品                                                     |
| --------------- | ------------------------------------------------------------ |
| 2017 （第52屆） | 王浩一、劉克襄／《浩克慢遊》／財團法人公共電視文化事業基金會 |
| 2017 （第52屆） | Sakinu【呂約翰】／《vuvu您很會》                             |
| 2017 （第52屆） | 李霈瑜／《水下三十米》                                       |
| 2017 （第52屆） | 阮安祖、林信廷／《勝利催落去》                               |
| 2017 （第52屆） | 簡守信／《大愛醫生館》                                       |
| 2018 （第53屆） | 廖科溢／《秘境˙不思溢 III》／亞洲衛星電視股份有限公司        |
| 2018 （第53屆） | 卜學亮／《在台灣的故事》                                     |
| 2018 （第53屆） | 大霈（李霈瑜）／《水下三十米》                               |
| 2018 （第53屆） | 安妮／《安妮美女教官》                                       |
| 2018 （第53屆） | 錦榮／《王子的移動城堡》                                     |
| 2019 （第54屆） | 大霈【李霈瑜】／《水下三十米》／動能意像製作有限公司         |
| 2019 （第54屆） | Alana／《Follow Alana 愛遊世界》                             |
| 2019 （第54屆） | 王少偉／《台灣第一等》                                       |
| 2019 （第54屆） | 李四端／《四端紅人會》                                       |
| 2019 （第54屆） | 陳濂僑、王曉書、李佳吉／《聽聽看》                           |
| 2020 （第55屆） | 高怡平／《家庭八點檔轉轉發現愛》／米迦勒傳播事業股份有限公司 |
| 2020 （第55屆） | Alana【鄭雅文】／《Follow Alana 愛遊世界》                   |
| 2020 （第55屆） | 王曉書、陳濂僑／《聽聽看》                                   |
| 2020 （第55屆） | 夢多【大谷主水】／《地球的慶典》                             |
| 2020 （第55屆） | 藍心湄／《女人我最大》                                       |
| 2021 （第56屆） | 大霈【李霈瑜】／《原來是匠紫》／三立電視股份有限公司         |
| 2021 （第56屆） | 李四端／《大雲時堂》                                         |
| 2021 （第56屆） | 李明璁／《我又在市場待了一整天》                             |
| 2021 （第56屆） | 高怡平／《家庭八點檔轉轉發現愛》                             |
| 2021 （第56屆） | 竇智孔【竇允辰】／《台灣第一等》                             |
| 2022 （第57屆） | 柯大堡【柯凱耀】／《寶島神很大》／三立電視股份有限公司       |
| 2022 （第57屆） | 王浩一、劉克襄／《浩克慢遊》                                 |
| 2022 （第57屆） | 松野高志／《台灣好吃驚》                                     |
| 2022 （第57屆） | 曾寶儀／《我們回家吧2》                                      |
| 2022 （第57屆） | 廖科溢、謝哲青、吳建誼／《出發吧! 鐵三角》                   |
| 2022 （第57屆） | 竇智孔／《台灣第一等》                                       |
| 2023 （第58屆） | 王浩一、劉克襄／《浩克慢遊》／財團法人公共電視文化事業基金會 |
| 2023 （第58屆） | 朱頭皮【朱約信】／《唱頌台灣》                               |
| 2023 （第58屆） | 李四端／《大雲時堂》                                         |
| 2023 （第58屆） | 高志【松野高志】／《台灣好吃驚》                             |
| 2023 （第58屆） | 陳信聰／《阿聰現煮時 島的行動客廳》                          |
| 2024 （第59屆） | 謝哲青／《青春愛讀書》                                       |
| 2024 （第59屆） | Elmo【戴家昀】／《拜請拜請 伯公在哪裡》                      |
| 2024 （第59屆） | 王琄【王秀娟】／《誰來演戲之圓桌對談》                       |
| 2024 （第59屆） | 陳君瑋、蔡逸帆／《Lima幫幫忙-哈Law．有事嗎？！》             |
| 2024 （第59屆） | 視網膜【陳子見】、李霈瑜／《哈囉！你給問嗎？》               |
| 2025 （第60屆） |                                                              |
|                 |                                                              |
|                 |                                                              |
|                 |                                                              |
|                 |                                                              |

## 外部連結
- 廣播電視金鐘獎官方網站 （页面存档备份，存于）
- 歷屆電視金鐘獎得獎入圍名單 （页面存档备份，存于），文化部影視及流行音樂產業局